# Permissão de Lavra Garimpeira
A Permissão de Lavra Garimpeira (PLG) é um regime de licença de exploração mineral instituido pela lei nº 7.805, em 18 de julho de 1989, que alterou o Código de Mineração e estabeleceu critérios e mecanismos de concessão da permissão, criando, assim, os termos legais para um tipo de exploração mineral que independe de pesquisas extensas e avaliação ambiental.

## Critérios
A permissão demanda o pagamento de uma taxa e a autorização do proprietário do terreno onde se desenvolverá a atividade. Além disso, determina um limite de área explorável, que não pode exceder 50 hectares, exceto nos casos em que há uma "cooperativa de garimpeiros" outorgada, podendo chegar à 10 mil hectares. No texto da lei, fica proibida a requisição da permissão em terras indígenas, regiões de fronteira, áreas militares, unidades de conservação integral, sítios arqueológicos, entre outros. Tem duração de 5 anos, com possibilidade de renovação da permissão por mais cinco anos.

## Uso no garimpo ilegal
A não obrigatoriedade da pesquisa mineral prévia dispensa a apresentação de uma avaliação de capacidade produtiva da área, o que gera uma lacuna na informação disponível aos órgãos reguladores sobre a quantidade de minerais extraidos, como consequencia, a permissão de lavra funciona, no garimpo, como um mecanismo para fraudar informações sobre a origem de minérios ilegalmente explorados, prática conhecida como "esquentar".
O Tribunal de Contas da União declarou, em 2019, a tendência de “descaracterização do regime de PLG”, com explorações que acumulam irregularidades em comparação à letra da lei, como também pelos indícios de concentração de permissões por pessoas físicas e jurídicas. No Pará, por exemplo, existiam, na época, 787 permissões outorgadas, dessas, 66,07% estavam nas mãos de 15 pessoas. A concentração de permissões coincidia com a existência de 'garimpos fantasmas', locais requisitados para exploração mas ociosos, através dos quais era feito o processo de lavagem e fraude de minerais ilegalmente explorados.

## Principais gemas e minerais considerados garimpáveis
- Ouro
- Diamante
- Cassiterita
- Columbita
- Tantalita
- Wolframita
- Scheelita
- Rutilo
- Quartzo
- Berilo
- Moscovita
- Espodumênio
- Lepidolita
- Feldspato
- Mica